# Fort Aubin-Neufchâteau

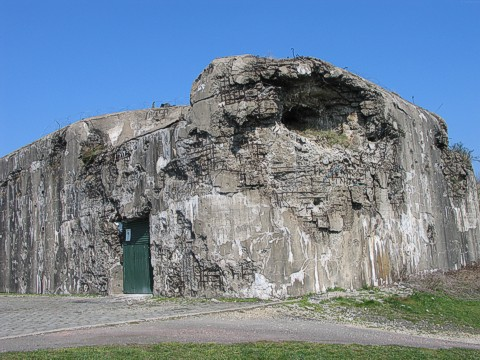
Block 1 mit den Zerstörungen durch deutsches Punktfeuer

Die belgische Festung Aubin-Neufchâteau wurde zwischen April 1935 und Anfang 1940 als östlichste Anlage des Festungsrings Lüttich erbaut. Im Grundriss dreieckig, war diese Anlage weniger stark bewaffnet als die benachbarten Forts:
- zwei Versenkkuppeln mit jeweils zwei 75-mm-Geschützen
- fünf 60-mm-Panzerabwehrkanonen in Grabenstreichen und Panzerkuppeln
- drei 81-mm-Flügelminenwerfer in Kellerkasematte
- verschiedene schwere und leichte Maschinengewehre zur Graben- und Nahverteidigung

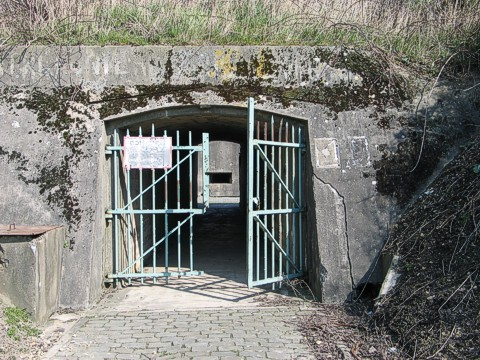
Der Eingangshohlweg mit der Verteidigungsscharte sowie den Einschüssen am Gitter

## Kämpfe im Zweiten Weltkrieg
Die schnelle Offensive der deutschen Wehrmacht führte an Fort Aubin-Neufchateau vorbei, während deren das in der Stoßrichtung gelegene Fort Eben-Emael von deutschen Luftlandetruppen schnell kampfunfähig gemacht worden war. Der Kommandant von Aubin-Neufchâteau, D'Ardenne, kapitulierte am 21. Mai 1940, 17:05 Uhr.

## Fort Aubin-Neufchateau heute
Die Kuppeln wurden verschrottet. Auf dem Dach des Forts befindet sich ein ziemlich dichtes Dornengestrüpp. Die schweren äußeren Zerstörungen an Block 1, dem Haupteingang des Forts, rühren nicht von Kampfhandlungen her. Während des Krieges besetzten die Deutschen das Fort und testeten die sogenannte „Röchlinggranate“ an dem eroberten Fort. Diese Granaten sollte Stahlbetonmassen von Forts durchschlagen. Sie wurden von einer acht Kilometer entfernten Haubitze auf die Forts Aubin-Neufchâteau und Battice abgefeuert. 
Das Fort kann an jedem dritten Sonntag des Monats zwischen April und November um 14 Uhr besichtigt werden. Die Führung dauert rund zwei Stunden.
Es erinnert zudem eine Gedenktafel an die Verteidiger.